# Paul Braunstein
Pour les articles homonymes, voir Braunstein.
Paul Braunstein est un acteur canadien qui a joué Johnny McLaughlin dans la série télévisée canadienne Train 48 en 2003. 
Il a été considéré comme l'un des plus populaires membres cast de la série et a également fait quelques autres apparitions à la télévision et le cinéma. 
Il est connu pour avoir joué Griggs dans le film The Thing, sorti en 2011.

## Filmographie
| Année | Film                             | Rôle               | Réalisateur                 |
| ----- | -------------------------------- | ------------------ | --------------------------- |
| 2002  | Le Smoking                       |                    | Kevin Donovan               |
| 2002  | Rub & Tug                        |                    |                             |
| 2003  | The Gospel of John               |                    |                             |
| 2011  | The Thing                        | Ian Griggs         | Matthijs van Heijningen Jr. |
| 2012  | Jesus Henry Christ               | Dr.Gunther Flowers | Dennis Lee                  |
| 2017  | Jigsaw                           | Ryan               | Michael et Peter Spierig    |
| 2017  | Top Wing : Toutes ailes dehors ! | Régis l'oie (voix) |                             |